# Herbert-Roth-Preis
Der Herbert-Roth-Preis war ein nach dem Thüringer Komponisten und Musiker Herbert Roth (1926–1983) benannter Preis, mit dem zwischen 1996 und 2011 einmal jährlich erfolgreiche Nachwuchskünstler der volkstümlichen Musik geehrt wurden.
Die Preisverleihung fand in Suhl, der Heimatstadt von Herbert Roth statt, wobei eine Auszeichnung in den Kategorien Junge Gruppen, Junge Duos, Junge Solistinnen und Junge Solisten, Nachwuchs-Moderator, Junge Volksmusik und Traditionspreis vergeben wurde. Die Abstimmung erfolgte seit 2008 durch das Votum der Zuschauer und Zuhörer, vorher durch eine Jury bestehend aus Prominenten und Experten. Die Preisverleihungsgala wurde vom MDR übertragen. Die Trophäe selbst wurde in der Sitzendorfer Porzellanmanufaktur hergestellt und zeigte einen Harmonika-Spieler und das von Herbert Roth gespielte Instrument.
Der MDR als federführender Produzent entschied sich im Jahr 2012 anstelle der Preisverleihung die „Große Show der Weihnachtslieder“ zu senden und somit den Preis nicht mehr zu verleihen.

## Preisträger
- Florian Silbereisen
- Gerda Gabriel
- Maxi Arland
- Feldberger
- De Randfichten
- Oswald Sattler
- Original Südtiroler Spitzbuam
- Stephanie
- Franziska
- Torsten Benkenstein

### Preisträger 1999
- Gerda Gabriel

### Preisträger 2004
- Toni Kraus

### Preisträger 2007
- Nicolas Senn & Alexandra Schmied
- Franziska
- Zillertaler Haderlumpen
- Vincent & Fernando
- Oswald Sattler

### Preisträger 2008
- Natalie Holzner
- Claudia und Alexx
- Florian Fesl
- Oesch die Dritten
- Tom Astor

### Preisträger 2009
- Nicki Schwarz
- Yasmine-Melanie
- Silke und Dirk Spielberg
- Die Cappuccinos
- Maria Hellwig

### Preisträger 2010
- Solisten: Sebastián Gómez
- Solistinnen: Carina
- Duos: Geschwister David
- Gruppen: Dorfrocker

### Preisträger 2011
- Gruppen: Die Bergkameraden
- Solistin: Marilena Kirchner
- Duos: Selina & Loreen Kaiser